# Johannes Fürstenberg
Johannes Eduard Egon Prinz zu Fürstenberg (* 15. dubna 1958 Villingen) pochází z rodu Fürstenbergů a vlastní zámek Weitra (Vitoraz) s panstvími Weitra, Reinpolz a Wasen.

## Život
Vyrůstal v Donaueschingen. V roce 1961 byl adoptován bezdětným strýcem Karlem Egonem V. a roce 1977 v Donaueschingen maturoval. Po částečném studiu lesnictví převzal zámek s 3500 ha lesa, 35 ha rybníků a polnostmi. Na zámku probíhá Sommertheater (letní divadlo), které založil Felix Dvorak a je zde muzeum železné opony.

### Rodina
Johan Fürstenberg byl dvakrát ženat. Z prvního manželství s Veronikou Paul má syna Vinzenze (1985) a s druhou manželkou Stephanie, se kterou se oženil v roce 1996, má syny Ludwiga (1997) a Johanna Christiana (1999).